# Franco Armani
Franco Armani (* 16. Oktober 1986 in Caslida, Santa Fe) ist ein argentinischer Fußballspieler auf der Position des Torwarts.

## Karriere

### Verein
Von 2006 bis 2010 stand Armani in der zweiten Mannschaft von Estudiantes de La Plata unter Vertrag. Ab 2007 war er für Ferro Castill Oeste aktiv. Im Jahr 2008 folgte der Wechsel zu Deportivo Merlo, für das er zwei Jahre lang spielte. Im Jahr 2010 schloss sich Armani in Kolumbien Atlético Nacional an. Seit Januar 2018 spielt er bei River Plate. Mit River Plate gewann Armani im Superclásico gegen den Erzrivalen Boca Juniors das Finale der Copa Libertadores 2018, welches zum ersten Mal in seiner Geschichte auf europäischem Boden in Madrid ausgetragen wurde.

### Nationalmannschaft
Da er mit einer Kolumbianerin verheiratet ist, erhielt er die kolumbianische Staatsbürgerschaft und wäre somit auch für die kolumbianische Fußballnationalmannschaft spielberechtigt gewesen. Sein Wunsch war es jedoch, für die argentinische Nationalmannschaft an einer Fußball-Weltmeisterschaft teilzunehmen. Argentiniens Nationaltrainer Jorge Sampaoli nominierte ihn für den Kader für die Weltmeisterschaft 2018, Im letzten Gruppenspiel gegen Nigeria am 26. Juni 2018 gab Armani sein Nationalmannschaftsdebüt.
Bei der Copa América 2021 kam er im letzten Gruppenspiel (4:1-Sieg) gegen Bolivien zum Einsatz. Durch den 1:0-Finalsieg gegen Titelverteidiger Brasilien gewann Argentinien das Turnier. Bei der Weltmeisterschaft 2022 in Katar wurde Armani ohne Einsatz Weltmeister.

## Erfolge
Nationalmannschaft
- Weltmeister: 2022 (ohne Einsatz)
- Copa-América-Sieger: 2021, 2024 (ohne Einsatz)
- Finalissima-Sieger: 2022 (ohne Einsatz)

Vereine
- kolumbianischer Meister: 2011, 2013, 2014, 2015, 2017
- kolumbianischer Pokalsieger: 2012, 2013, 2016
- Superliga de Colombia: 2012, 2016
- Copa Libertadores 2016
- Recopa Sudamericana: 2017, 2019
- Supercopa Argentina: 2017
- Copa Libertadores: 2018
- Argentinischer Meister: 2021, 2023[8]